# Joachim Garraud
Joachim Garraud, född 27 september 1968 i Nantes, Frankrike är en musikproduent, DJ och skivproducent som för sitt arbete associeras med bland andra David Guetta, Geyster, Paul Johnson, Deep Dish, David Bowie, OMD, Kylie Minogue, Mylène Farmer, Cassius, Belamour, Kid Vicious, Saffron Hill, Culture Club, Ceronne och Moby och Jean-Michel Jarre. Garraud har tillsammans med andra startat följande skivbolag:
- Gum Prod,
- Prod public garden
- Gum Records

## Diskografi

### Album
- 2008: Invasion

### Samlingar
- 2010: Club FG 2010 Zemixx, Joachim Garraud
- 2009: Toolroom Knights Mixed, Joachim Garraud
- 2009: Space Party, Mission 1: Ze Beat Galactique
- 2005: Club FG Zemixx volume 1, Joachim Garraud

### Singlar och mixar
- 2010 : Kaskade med Martina Of Dragonette - Fire In Your New Shoes (Joachim Garraud Vocal Mix)
- 2010 : Joachim Garraud - We Are The Future
- 2010 : Sonic C & Digital Lab - Drunk Skunk (Joachim Garraud Remix)
- 2010 : Telex - Moscow Disow (Joachim Garraud Remix)
- 2010 : Gorillaz - On Melancholy Hill (Joachim Garraud Remix)
- 2010 : Joachim Garraud - Street's Sound (Joachim Garraud 2010 Edit)
- 2010 : Joachim Garraud - No Techno In This Room Please (Taurus & Vaggeli Remix)
- 2010 : Joachim Garraud - It's Only Love
- 2010 : Eric Carter - I Promised The Sun (Producteur) / (Made In Soucoupe Remix)
- 2010 : One Night Project - Stronger Than A Hurricane
- 2009 : Felix Da Housecat - We All Wanna Be Prince (Joachim Garraud Dub & Vocal Mix)
- 2009 : Steve Aoki - Deadmeat (Joachim Garraud Remix)
- 2009 : Joachim Garraud - No Techno In This Room Please
- 2009 : MSTRKRFT med John Legend - Heartbreaker (Joachim Garraud Club Vocal Mix)
- 2009 : Robbie Rivera - Closer To The Sun (Joachim Garraud Remix)
- 2009 : Basement Jaxx - Feelings Gone (Joachim Garraud Remix)
- 2009 : Paganini Traxx - Zoe (Joachim Garraud Remix)
- 2009 : Joachim Garraud & CB Lyon - Wrecking Ball
- 2009 : Joachim Garraud & CB Lyon med Margeau - The Answer
- 2009 : Eddie Thoneick med Michael Feiner - Don't Let Me Down (Joachim Garraud Mix)
- 2008 : Joachim Garraud med Cocto - Moi Y'aime Bien Moa (2008 remix)
- 2007 : Sharam - The One (Space Invaders remix de David Guetta & Joachim Garraud)
- 2006 : Nick In Time - Emergency (Joachim Garraud Remix)
- 2006 : Joachim Garraud - Acid Boy
- 2005 : Joachim Garraud & Julien Créance - Acid Beat
- 2005 : Alive – I was Alive
- 2005 : Ralph 'n' Jo - WhiteFloor / Backdraft
- 2005 : Shiny Grey - U Made A Promise
- 2005 : Tim Deluxe, Bob Sinclar, David Guetta, Joachim Garraud, Ben Onono – Summer Moon
- 2005 : Julien Creance - Heatwave
- 2005 : Anaklein - Lena (Fred Rister production)
- 2005 : Juliet - Avalon
- 2005 : Jan Franscisco & Joseph Armani - Infactuation
- 2005 : Mone - Danger
- 2004 : David Guetta med JD Davis – The World is Mine
- 2004 : Joachim Garraud - Geisterbahn
- 2004 : Jean-Michel Jarre - Aero (album)
- 2004 : Geyster - John Clay
- 2004 : Muttonheads - Smashing Music
- 2004 : Deep Dish - Flashdance
- 2004 : David Guetta med Chris Willis - Stay
- 2004 : Antoine Clamaran med Lulu Huges - Feel It
- 2004 : Joachim Garraud med Chynna - High Energy 2004
- 2004 : David Guetta - Guetta Blaster (Album)
- 2004 : Geyster - I love 1984 (Album)
- 2004 : David Guetta med Chris Willis - Money
- 2004 : Bob Sinclar - You Could Be My Lover
- 2003 : Geyster - It's About You
- 2003 : David Guetta med Chris Willis - Just A Little More Love 2003
- 2003 : Kid Vicious Versus Depeche Mode - Kid Vicious 003 (Bootleg Maxi)
- 2003 : Paul Johnson med Chyna - Doo Wap
- 2003 : Ricky Martin - Jaleo
- 2003 : Darren Hayes - Crush
- 2003 : Geyster - Bye Bye Superman
- 2003 : Saffron Hill / Tim Deluxe - Love Is Always There
- 2003 : OMD - Enola Gay 2003
- 2003 : David Guetta versus David Bowie - Just For One Day
- 2003 : David Guetta med Barbara Tucker - Give Me Something
- 2003 : Kylie Minogue - Come Into My World
- 2003 : Kid Vicious Versus Bee Gees - Kid Vicious 002 (Bootleg Maxi)
- 2002 : Imagination - Flashback 2003
- 2002 : Jean-Michel Jarre - The Geometry Of Love (album)
- 2002 : Cerrone - Hysteria (album)
- 2002 : Kid Vicious Versus Madonna - Kid Vicious 001 (Bootleg Maxi)
- 2002 : David Guetta med Chris Willis - People Come People Go
- 2002 : Cassius - The Sound Of Violence
- 2002 : Kylie Minogue - Love At First Sight
- 2002 : David Guetta - Just A Little More Love (Album)
- 2002 : Antoine Clamaran - Release Yourself
- 2002 : David Guetta med Chris Willis - Love Don't Let Me Go
- 2001 : B.T.A - Batucada
- 2001 : Pet Shop Boys - Break 4 Luv
- 2001 : David Guetta med Chris Willis - Just A Little More Love
- 2000 : Jean-Michel Jarre - Metamorphoses (album)